# 9 Метида
9 Метис е един от най-големите астероиди в основния пояс. Съставен е от силикати и метал-никел-желязо и може би ядрото е остатък от голям астероид, който е унищожен при древни сблъсъци.

## Откриване и име
Метис е открит от Андрю Греъм на 25 април 1848. Той единствения астероид, който е открит в резултат на наблюдения от Ирландия. Името му идва от митологическия Метис, жена-титан и океанида, дъщеря на Тетида и Океан. Тетида също е обмислено и отхвърлено (по-късно е прехвърлено на 17 Тетида).